# Фазильман (посёлок)
Фазильман (узб. Fozilmon / Фозилмон) — посёлок городского типа, расположенный на территории Андижанской области Республики Узбекистан. Административно подчинён городу Ханабад.

Статус посёлка городского типа с 2009 года.